# Xylodiscula librata
Xylodiscula librata är en snäckart som beskrevs av B.A. Marshall 1988. Xylodiscula librata ingår i släktet Xylodiscula och familjen Xylodisculidae. Inga underarter finns listade i Catalogue of Life.